# Ronald C. Blakey
Ronald C. Blakey (* 1945 in Berwyn (Illinois)) ist ein US-amerikanischer Geologe, Unternehmer, Kartograf und ehemaliger Hochschullehrer.

## Leben

### Herkunft, Privatleben und Ausbildung
Blakey kam 1945 in der Stadt Berwyn – nahe Chicago – im US-Bundesstaat Illinois zur Welt.
Er begann sein Geologiestudium an der University of Wisconsin–Madison und erwarb dort 1967 einen Bachelor of Science. Anschließend wechselte er an die University of Utah in Salt Lake City und schloss dort 1970 mit einem Master of Science ab. Nach einem erneuten Wechsel wurde Blakey schließlich 1973 an der University of Iowa in Iowa City mit der Dissertation Stratigraphy, depositional environments, and economic geology of the Moenkopi Formation, southeastern Utah zum Ph.D. promoviert.
Er ist verheiratet, hat zwei Söhne und lebt derzeit (Stand: 2021) in Scottsdale (Arizona).

### Berufliche Karriere
Den Einstieg ins Berufsleben fand Blakey 1968 kurz nach seinem Bachelor-Abschluss als Feldforschungsassistent in der Uran-Exploration beim Erdölkonzern Gulf Oil. Anschließend war er fünf Jahre lang an den Universitäten seines Master- und Promotionsstudiums als Lehrassistent tätig, ehe er zwischen 1973 und 1975 als Assistant Professor an der Fort Hays State University in Hays (Kansas) arbeitete. In Teilzeit war er 1972, 1973 sowie 1978 auch beim Utah Geological and Mineral Survey (heute: Utah Geological Survey) angestellt. Ab 1975 hatte er unterschiedliche Lehrpositionen (Assistant Professor 1975–1981, Associate Professor 1981–1988) an der Northern Arizona University in Flagstaff inne und von 1988 bis zu seiner Emeritierung 2009 war er ordentlicher Professor für Geologie. Zwischen 1990 und 1994 hatte er zudem dem dortigen Institut für Geologie vorgestanden.
Nach seiner Emeritierung gründete Blakey 2009 die Colorado Plateau Geosystems, Inc. Mit dieser Firma entwickelt und vertreibt er unter der Marke „Deep Time Maps“ detaillierte paläogeographische Karten, die unter anderem in Bibliotheken, Naturkundemuseen, Nationalparks sowie für akademische Lehre und Publikationen Verwendung finden. Auch im Ruhestand ist er ein gefragter Redner an Universitäten und bei geologischen Vereinigungen und verbindet die fachlichen Vorträge häufig mit Erklärungen zur aufwendigen Herstellung seiner Karten.

### Wissenschaftliche Leistungen
Blakey forschte während seiner akademischen Tätigkeiten vorwiegend zu Sedimentologie und Stratigraphie, zu historischer Geologie, Paläogeographie und Paläozeanographie sowie zu sedimentärer Petrologie und regionaler Tektonik. Sein besonderes Interesse hinsichtlich sedimentärer Prozesse galt äolischen, fluviatilen, lakustrinen und neritischen Ablagerungssystemen. Er konzentrierte sich vornehmlich auf die Geologie im Südwesten der Vereinigten Staaten und untersuchte beispielsweise zahlreiche spätpaläozoische und mesozoische Gesteinsformationen des Colorado-Plateaus. Darüber hinaus beschäftigte er sich auch mit dem Einsatz von Computeranwendungen für Geologiestudenten.
Er verfasste mehr als 60 Fachartikel, mehr als zehn Beiträge in Sammelwerken und publizierte seit 2008 drei Monographien.

## Auszeichnungen
- 2011: Geoscience in the Media Award for Websites (verliehen durch die American Association of Petroleum Geologists)
- 2013: Arizona Library Award
- 2013/2014: Distinguished Lecturer (verliehen durch die American Association of Petroleum Geologists)
- 2016: John W. Shelton Search and Discovery Award
- 2017: Outstanding Alumni Award (verliehen von der University of Wisconsin)
- 2021: John D. Haun Landmark Publication Award
- 2021: Distinguished Alumni Award (verliehen vom Institut für Erd- und Umweltwissenschaften der University of Iowa)

## Publikationen (Auswahl)
Monographien
- Ronald C. Blakey; Wayne D. Ranney: Ancient landscapes of the Colorado Plateau. Grand Canyon Association, 2008, ISBN 978-1-934656-03-7.
- Wolfgang Frisch; Martin Meschede; Ronald C. Blakey: Plate tectonics. Continental drift and mountain building. Springer-Verlag, 2011, ISBN 978-3-540-76504-2.
- Ronald C. Blakey; Wayne D. Ranney: Ancient landscapes of Western North America. A geologic history with paleogeographic maps. Springer-Verlag, 2018, ISBN 978-3-319-59634-1.